# Zofia Zwolińska (fotograf)
Zofia Zwolińska (ur. 11 marca 1909, zm. 26 lutego 1998) – polska artystka fotograf, uhonorowana tytułem Artiste FIAP (AFIAP).  Honorowy Fotograf Krajoznawca Polski. Członkini założycielka oddziału Klubu Fotografii Krajoznawczej PTTK w Zakopanem. Instruktor fotografii Polskiego Towarzystwa Turystyczno-Krajoznawczego.

## Życiorys
Zofia Zwolińska (z domu Żarnecka) związana z krajoznawczym środowiskiem fotograficznym – przez wiele lat mieszkała, tworzyła, pracowała w Zakopanem. Uprawiała fotografię krajobrazową, fotografię krajoznawczą – zawodowo fotografowała od 1950. Miejsce szczególne w jej twórczości zajmowała fotografia Tatr oraz fotografia roślinności tatrzańskiej. Od 1953 do 1969 była kuratorem Alpinarium Zakładu Ochrony Przyrody Polskiej Akademii Nauk w Zakopanem. W 1964 była współzałożycielką i przewodniczącą Klubu Fotografii Krajoznawczej, funkcjonującego przy zakopiańskim oddziale Polskiego Towarzystwa Turystyczno-Krajoznawczego. Była przewodniczącą Podhalańskiej Komisji Ochrony Przyrody PTTK oraz członkinią Komisji Ochrony Przyrody w Zarządzie Głównym PTTK. 
Zofia Zwolińska była autorką, współautorką wielu wystaw fotograficznych; indywidualnych, zbiorowych, pokonkursowych. Brała aktywny udział w Międzynarodowych Salonach Fotograficznych, organizowanych (m.in.) pod patronatem FIAP, zdobywając wiele akceptacji, wyróżnień, dyplomów, listów gratulacyjnych. Pokłosiem udziału w Międzynarodowych Salonach Fotograficznych (pod patronatem FIAP) było przyznanie Zofii Zwolińskiej tytułu honorowego Artiste FIAP (AFIAP) – przez Międzynarodową Federację Sztuki Fotograficznej FIAP. 
Za twórczość fotograficzną i prace na rzecz fotografii krajoznawczej została wyróżniona Dyplomem Zarządu Głównego Polskiego Towarzystwa Turystyczno-Krajoznawczego. Za utworzenie archiwum fotografii (ok. 10 tysięcy negatywów) dziko rosnącej tatrzańskiej roślinności – została uhonorowana Medalem Klubu Fotografii Krajoznawczej Zarządu Głównego PTTK. 
Zofia Zwolińska zmarła 26 lutego 1998, pochowana w Zakopanem – na Cmentarzu Zasłużonych na Pęksowym Brzyzku(kw. P-I-5).

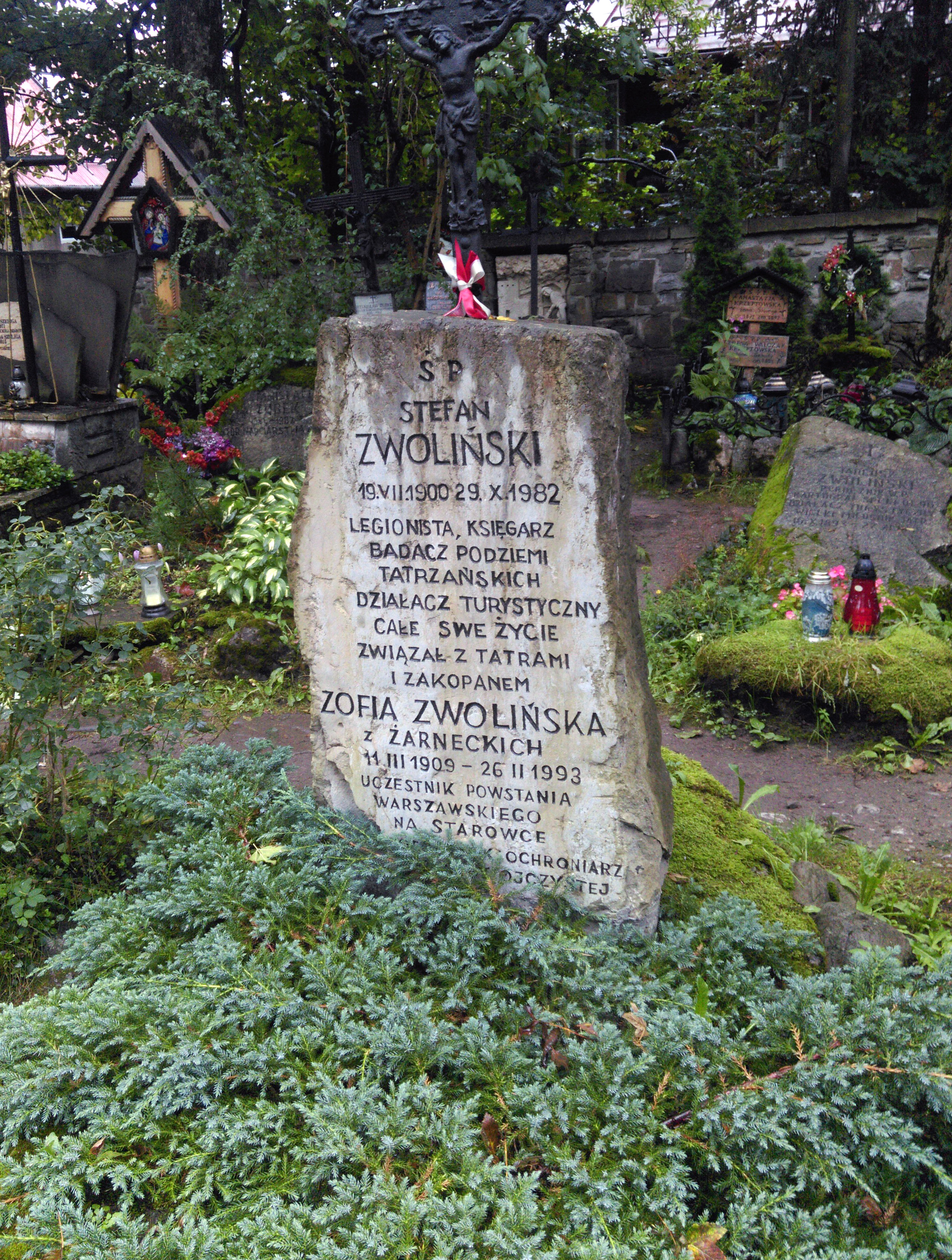
Grób Stefana Zwolińskiego na Cmentarzu Zasłużonych na Pęksowym Brzyzku w Zakopanem

## Odznaczenia
- Medal Klubu Fotografii Krajoznawczej Zarządu Głównego PTTK (1983)[2][8];

## Publikacje (albumy)
- Kwiaty Tatr[2];